# Hongqi (köpinghuvudort i Kina, Hainan Sheng, lat 19,82, long 110,51)
Hongqi är en köpinghuvudort i Kina. Den ligger i provinsen Hainan, i den södra delen av landet, omkring 30 kilometer sydost om provinshuvudstaden Haikou. Antalet invånare är 21 706. Befolkningen består av 10 354 kvinnor och 11 352 män. Barn under 15 år utgör 21,0 %, vuxna 15-64 år 67 %, och äldre över 65 år 10,0 %.
Runt Hongqi är det tätbefolkat, med 343 invånare per kvadratkilometer. Närmaste större samhälle är Lingshan, 18,4 km norr om Hongqi. I omgivningarna runt Hongqi växer huvudsakligen savannskog.
Genomsnittlig årsnederbörd är 2 115 millimeter. Den regnigaste månaden är september, med i genomsnitt 339 mm nederbörd, och den torraste är januari, med 25 mm nederbörd.